# Mentzelie
Mentzelie (Mentzelia) je rod rostlin z čeledi loasovité (Loasaceae). Jsou to byliny, v menší míře i dřeviny s jednoduchými, střídavými nebo vstřícnými listy a pětičetnými květy. Plodem je tobolka. Rod zahrnuje asi 100 druhů a je rozšířen v Americe od Kanady po Patagonii. Nejvíce druhů roste v suchých oblastech jihozápadu USA.

## Popis
Mentzelie jsou jednoleté, dvouleté nebo vytrvalé byliny a polokeře s přímými, šplhavými nebo poléhavými stonky, v menší míře i keře a stromy. Odění se skládá z draslavých, nežahavých chlupů. Listy jsou střídavé nebo vstřícné (nejčastěji v dolní části vstřícné a v horní střídavé), přisedlé nebo řapíkaté, s různě tvarovanou, celistvou nebo laločnatou, celokrajnou, zubatou, pilovitou nebo vroubkovanou čepelí.
Květy jsou jednotlivé nebo uspořádané ve vidlanech či komplexních vrcholových thyrsoidech. Kalich je zelený, na bázi srostlý, kratší než koruna, s kopinatými až úzce vejčitými cípy. Koruna je bílá, žlutá nebo oranžová, při bázi někdy červená, složená z volných nebo na bázi srostlých, lžicovitých, vejčitých, eliptických nebo obkopinatých lístků.
Tyčinek je 8 až mnoho, se stejně dlouhými až velmi nestejnými nitkami, vyčnívající nebo nevyčnívající z květů. Někdy jsou přítomna petaloidní staminodia. Semeník je spodní, srostlý zpravidla ze 3 (výjimečně 5 až 7) plodolistů. Češule je ve spodní části srostlá se semeníkem, v horní části volná.
Čnělka je jedna, nitkovitá, zakončená většinou trojlaločnou, dlouze sbíhavou bliznou. Plodem je přisedlá nebo stopkatá tobolka, nesoucí vytrvalé kališní cípy a pukající na vrcholu 3 až 7 chlopněmi. Plody obsahují jedno až mnoho semen.

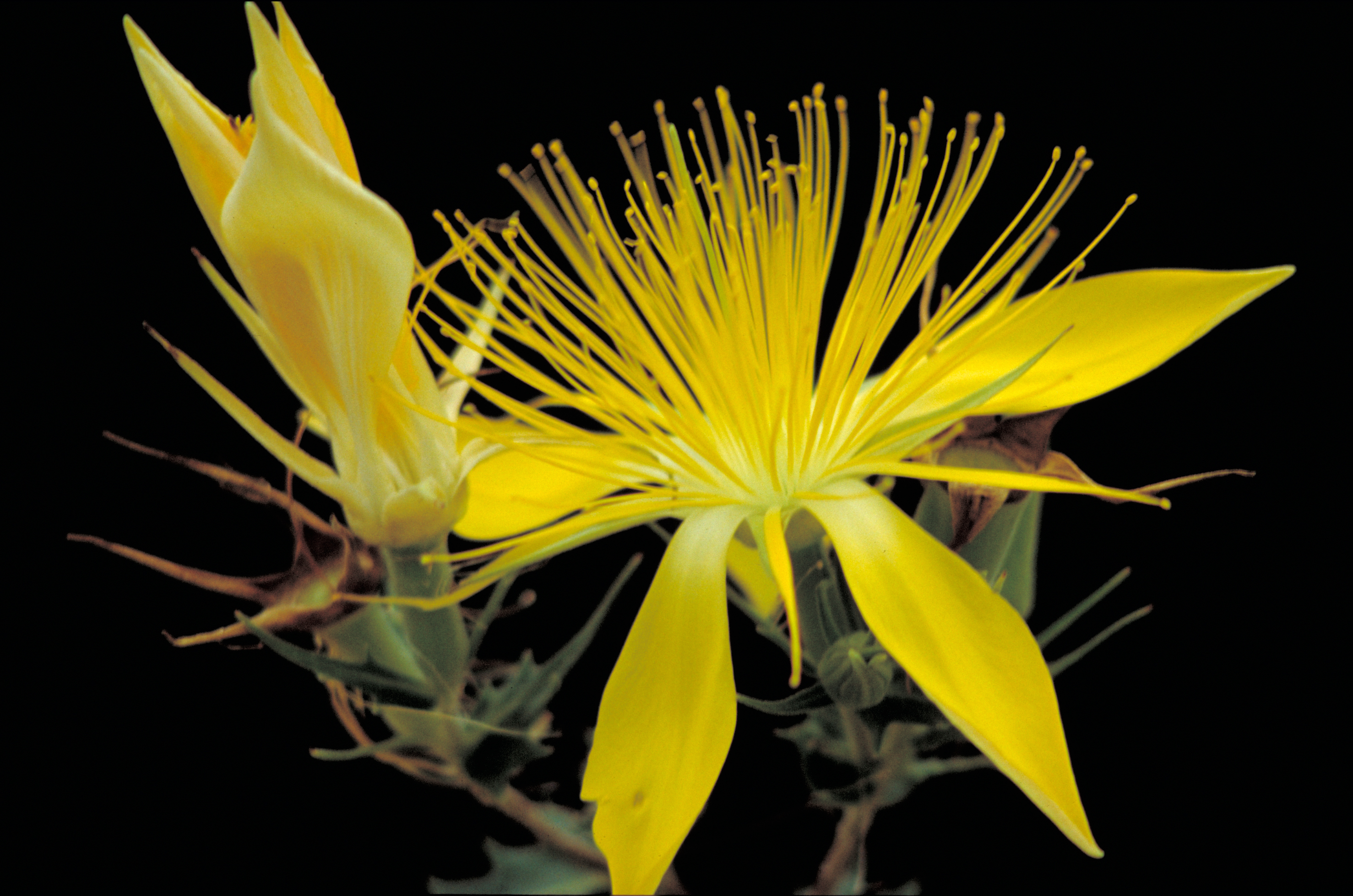
Květ Mentzelia multiflora
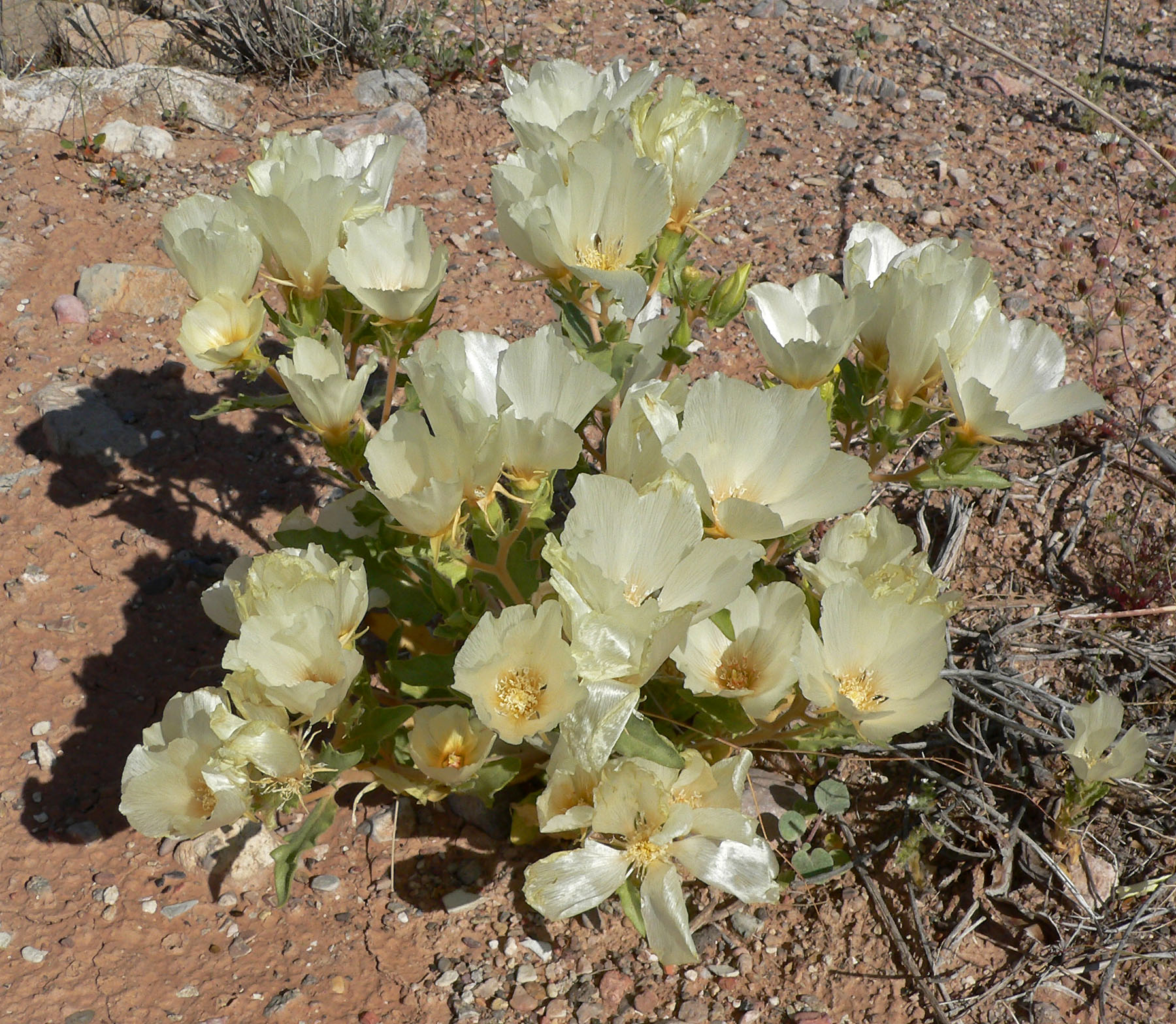
Mentzelia involucrata
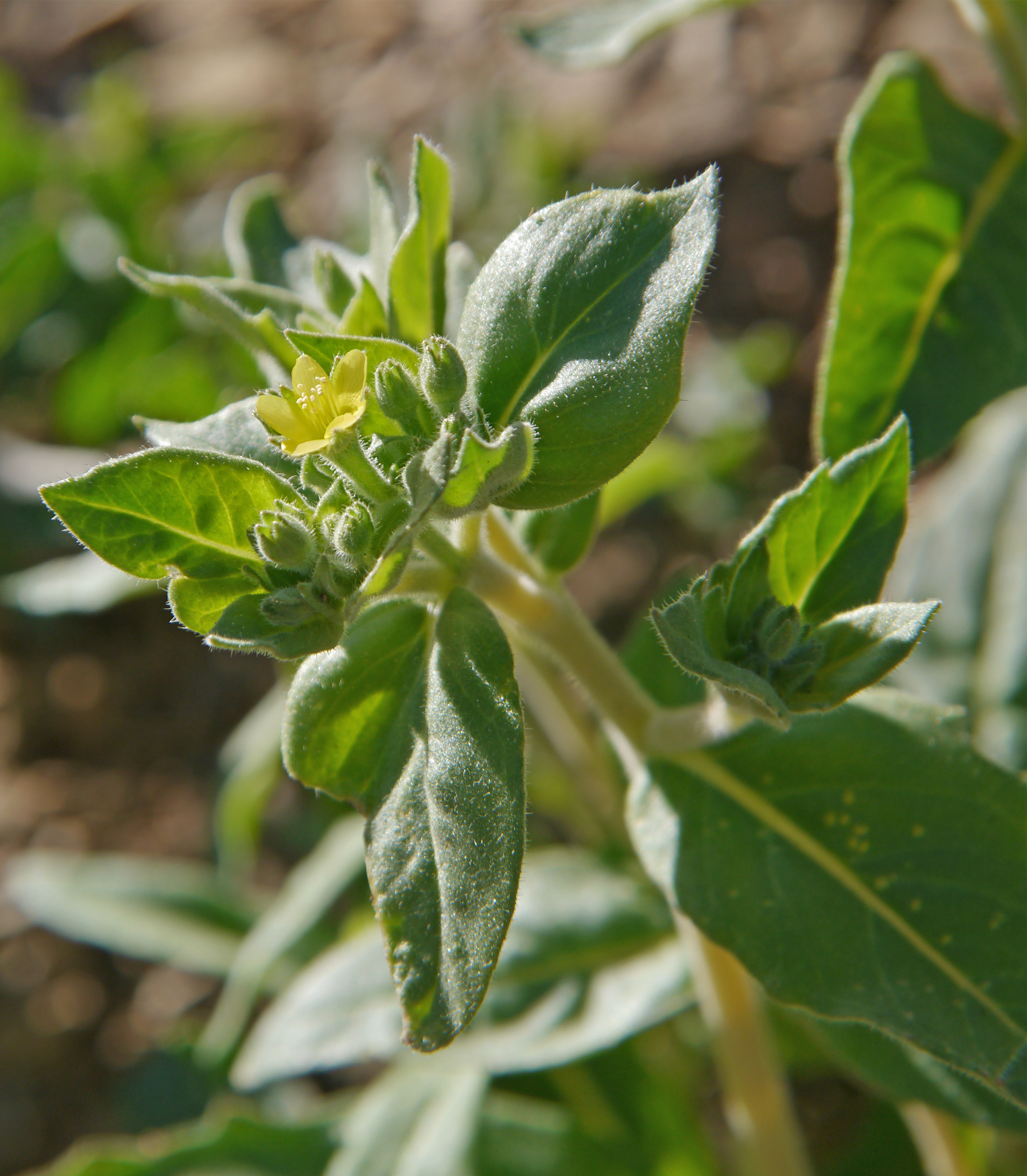
Drobnokvětý druh Mentzelia dispersa
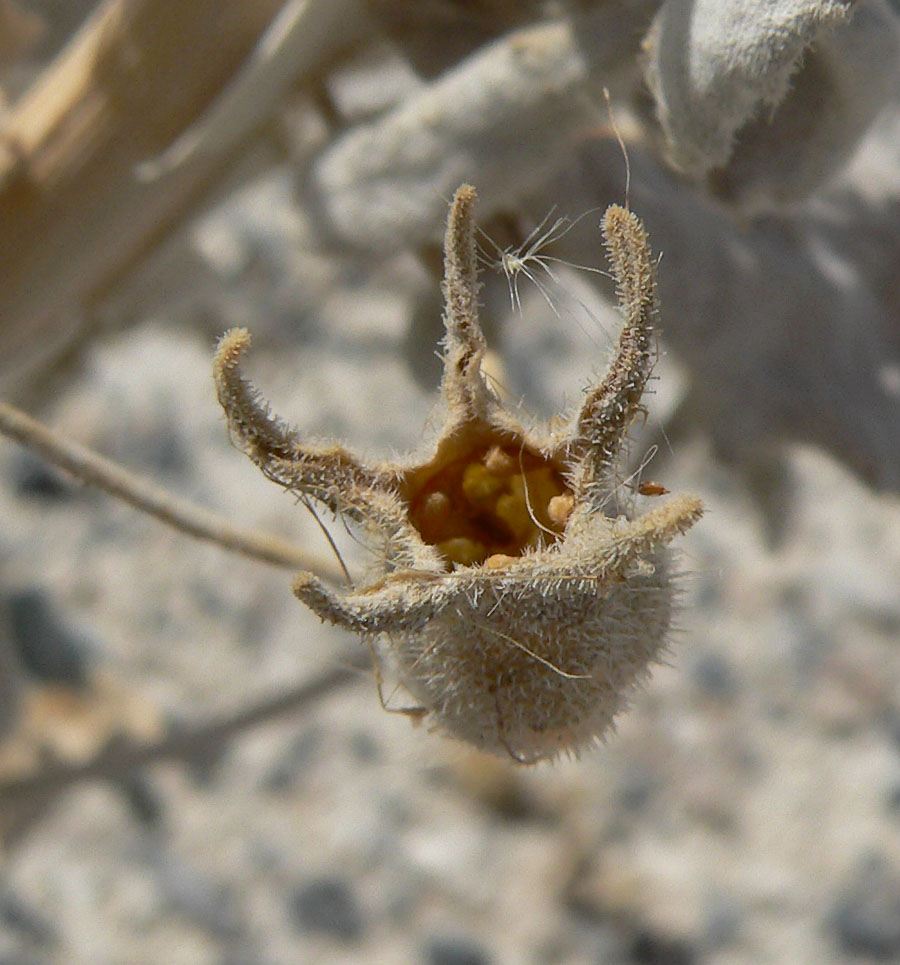
Otevřená tobolka Mentzelia leucophylla

## Rozšíření
Rod mentzelie je druhý největší rod čeledi loasovité po rodu Nasa. Zahrnuje asi 100 druhů a je rozšířen výhradně v Americe. Areál jeho rozšíření sahá od Kanady po Patagonii. Vyskytuje se také na Karibských ostrovech a Galapágách. Chybí ve východních a jihovýchodních oblastech Severní Ameriky s výjimkou Floridy. Centrum druhové diverzity je na jihozápadě USA.
Převážná většina druhů roste na pouštních a polopouštních stanovištích a v suché křovinné vegetaci, řidčeji v travinných biotopech nebo suchých tropických lesích. Pouze několik druhů osidluje trvale vlhká stanoviště.
Severoamerické druhy rostou často na narušovaných či ruderálních stanovištích, suťoviskách, písečných dunách a podobně.

## Ekologické interakce

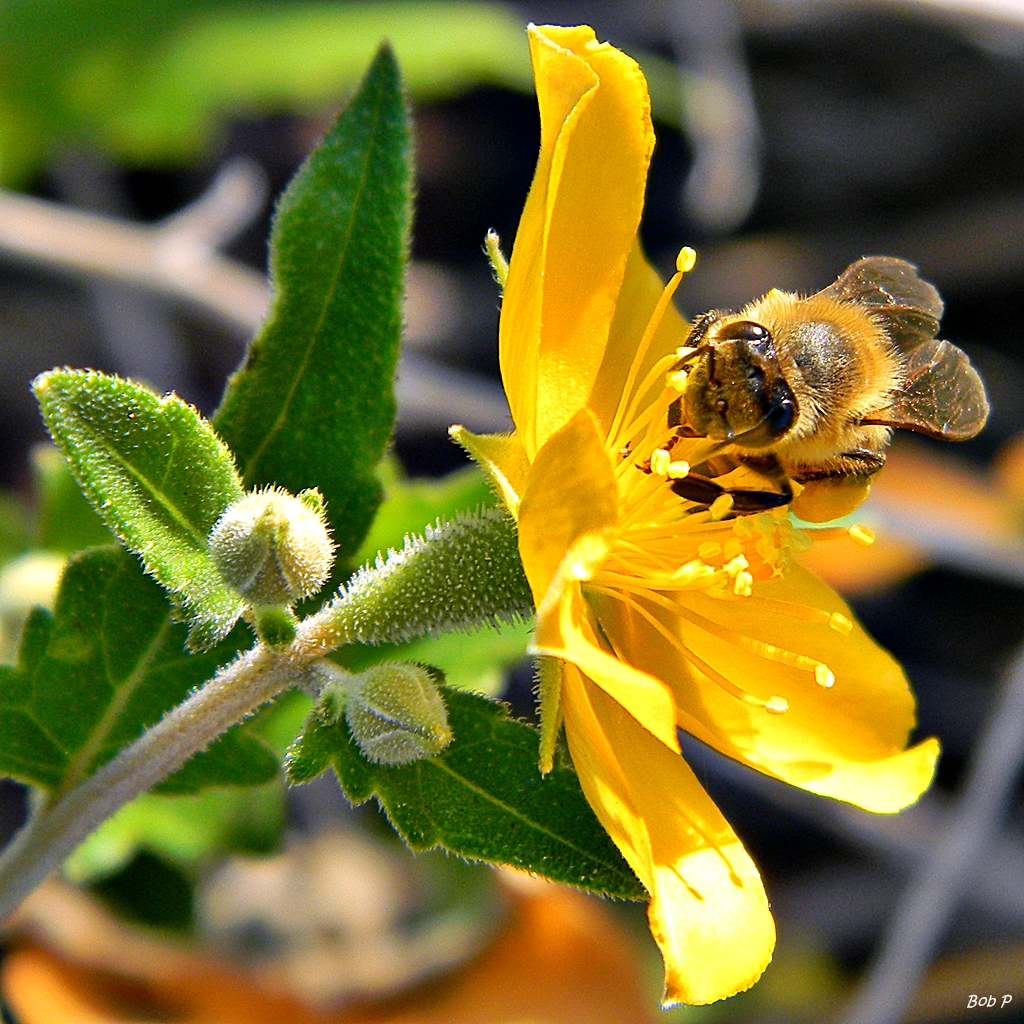
Včela na květu Mentzelia floridana

U různých sekcí rodu Mentzelia mají květy odlišnou formu, což souvisí s diferenciací jednotlivých vývojových linií v souvislosti s opylováním. Specializovaným opylovačem většiny druhů sekce Bicuspidaria z jihozápadu Severní Ameriky je robustní vosa Xeralictus bicuspidariae, jejíž samice je vyhledávají jako zdroj pylu. Samečci těchto vos se se samičkami na květech i páří. Bledé květy těchto mentzelií napodobuje rostlina Mohavea confertiflora z čeledi jitrocelovité (dříve krtičníkovité). Její květy lákají stejného opylovače, aniž by mu nabízely nějakou protihodnotu. Ve středu jejích květů je dokonce barevná skvrna, napodobující zadeček samičky vosy k přilákání samečků. Druh Mentzelia reflexa má zcela odlišné květy a opyluje jej jiný specializovaný opylovač, vosa Perdita koebelei. Květy druhů z jiných sekcí rodu Mentzelia jsou povětšině opylovány různými druhy vos, s výjimkou některých velkokvětých druhů ze sekce Bartonia, které navštěvují lišaji. Drobné květy řady polyploidních druhů ze sekce Trachyphytum jsou samosprašné.
Mentzelie jsou v Novém světě živnými rostlinami modráska Strymon melinus a můry Copablepharon album.

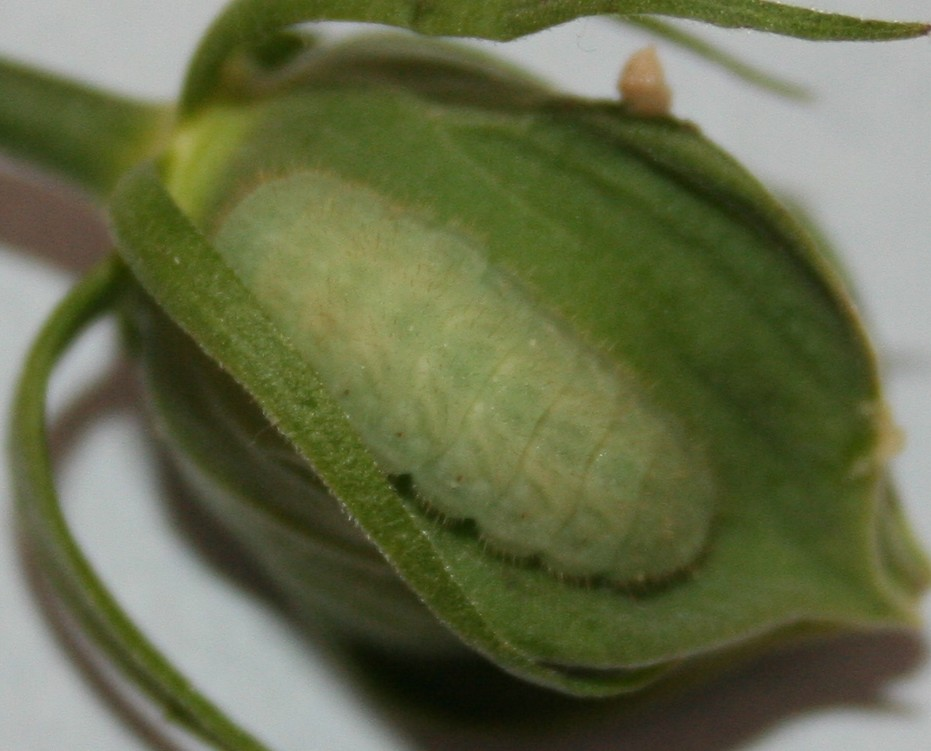
Housenka modráska Strymon melinus
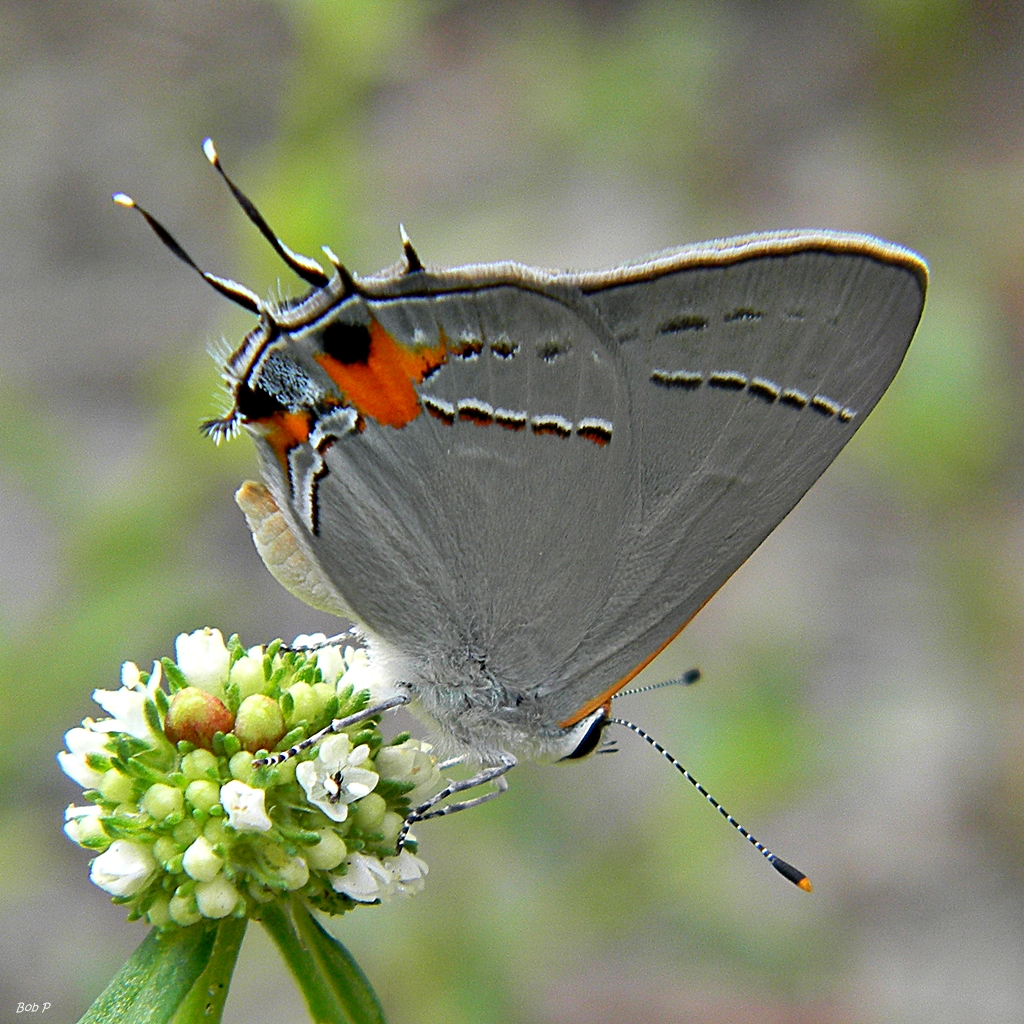
Modrásek Strymon melinus
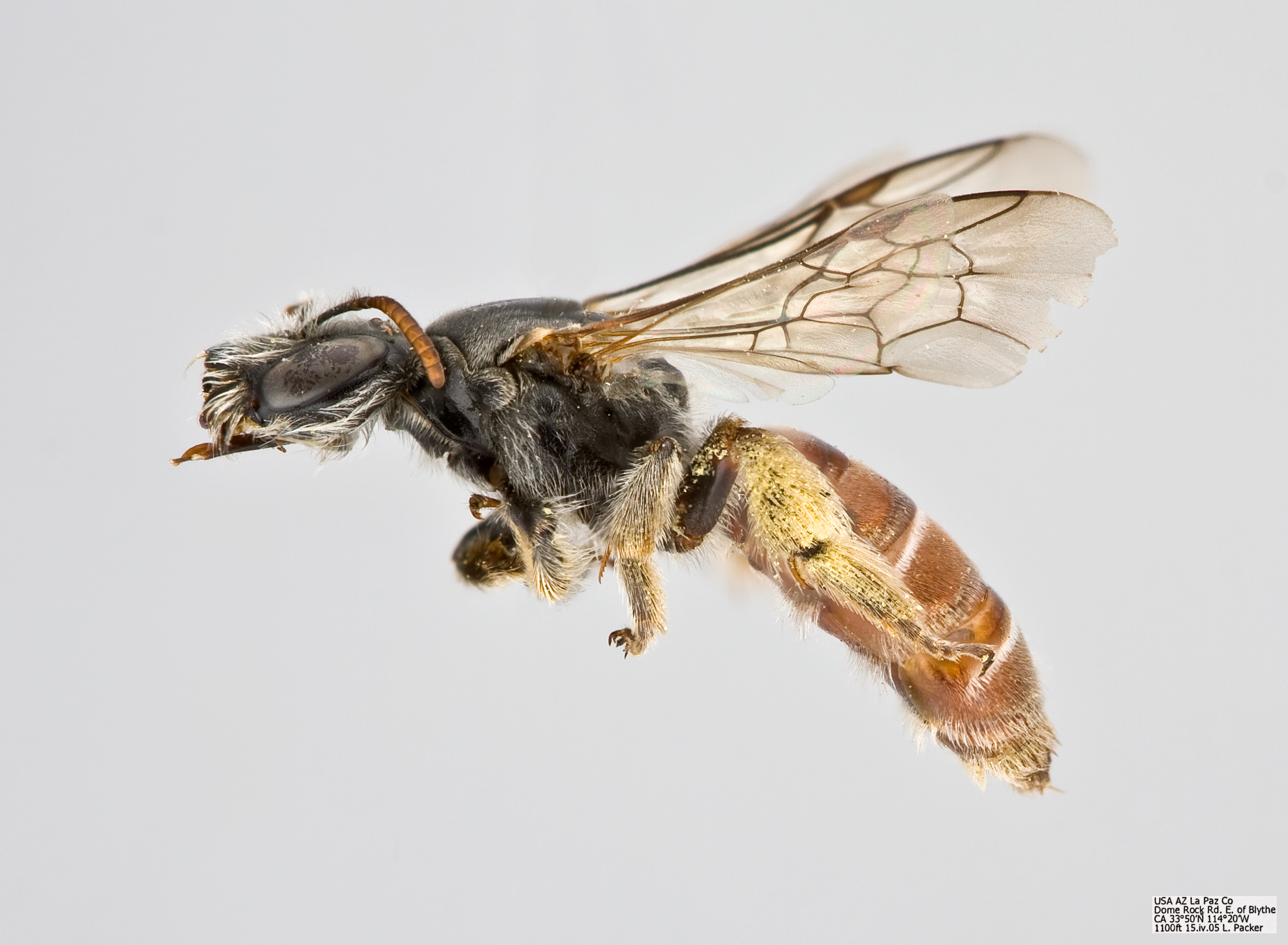
Vosa Xeralictus bicuspidariae
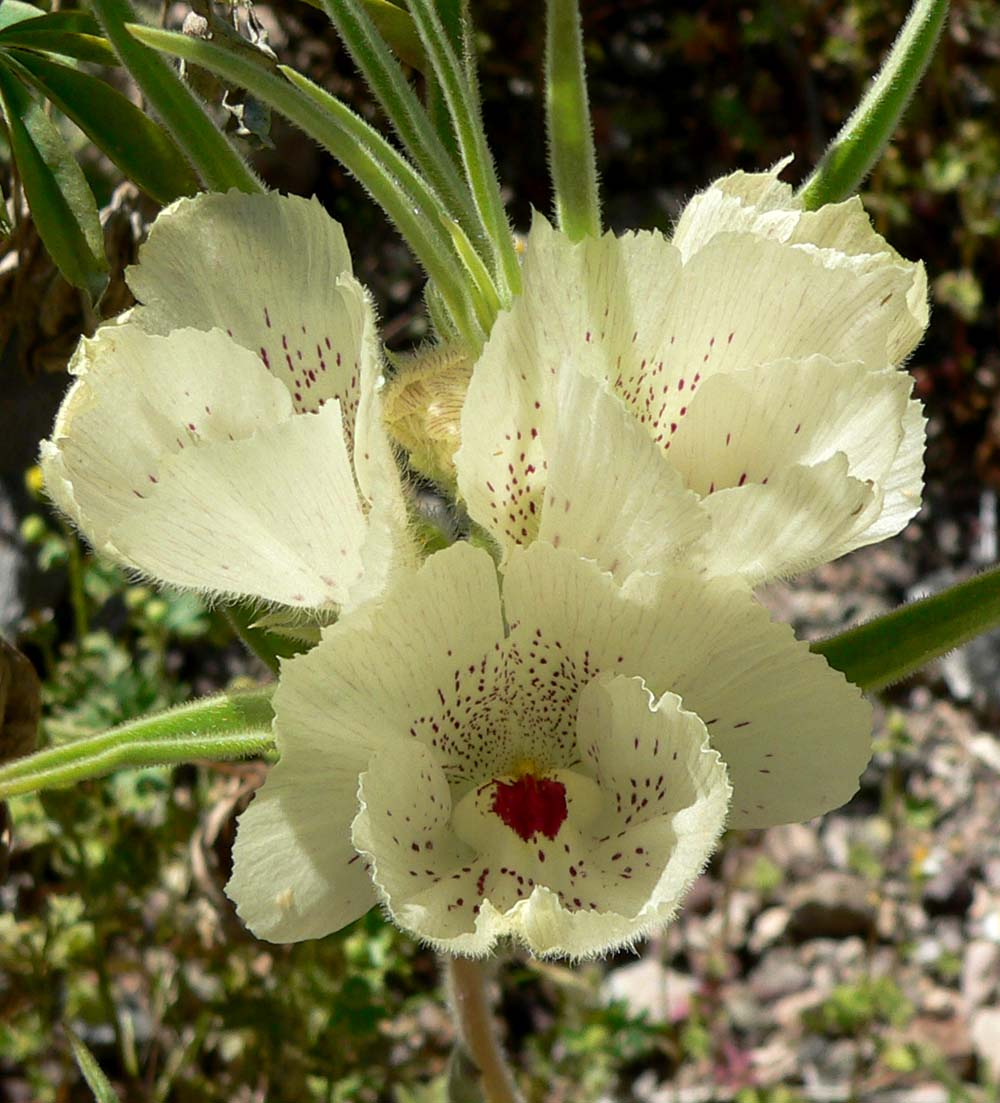
Mohavea confertiflora, napodobující květy mentzelií k ošálení opylovačů

## Taxonomie
Rod Mentzelia je v rámci čeledi Loasaceae řazen do podčeledi Mentzelioideae, která představuje bazální skupinu celé čeledi. Mezi blízce příbuzné rody náleží Eucnide (15 druhů na jihu a jihovýchodě USA, v Mexiku a Guatemale) a Schismocarpus (1 nebo 2 druhy v Mexiku). Je členěn do 6 sekcí:
- Sekce Mentzelia: Jednoleté nebo vytrvalé byliny, méně polokeře nebo keře. Asi 21 druhů od Severní po jižní Ameriku.
- Sekce Bartonia: Jednoleté až krátce vytrvalé byliny. Asi 35 druhů v aridních až mezických oblastech západu Severní Ameriky, severního Mexiku a jihu Jižní Ameriky.
- Sekce Bicuspidaria: Jednoleté byliny, 4 nebo 5 druhů na jihozápadě USA a v severozápadním Mexiku.
- Sekce Dendromentzelia: Pouze stromovitý druh Mentzelia arborescens, rostoucí v jz. Mexiku.
- Sekce Micromentzelia: Jeden vytrvalý druh, rostoucí v západních oblastech USA.
- Sekce Trachyphytum: Asi 35 jednoletých bylinných druhů, rostoucích na západě Severní Ameriky s centrem v Kalifornii, méně v semiaridních oblastech Jižní Ameriky (Mentzelia bartonioides).[9][2]

## Význam
Mentzelie jsou v Jižní Americe používány na žaludeční choroby a jsou k těmto účelům i vyváženy do Evropy.
V západních oblastech Severní Ameriky tvořila semena mentzelií důležitou součást jídelníčku indiánských kmenů a rostliny byly používány k léčení.